# Roberto Caparelli
Roberto Caparelli Coringrato, né le 18 novembre 1921 en Argentine et mort à une date inconnue, était footballeur international bolivien, qui jouait en tant qu'attaquant.

## Biographie
C'est dans le club bolivien du Litoral La Paz qu'il évolue lorsqu'il est sélectionné par l'Italien Mario Pretto pour participer à la coupe du monde 1950 au Brésil avec l'équipe de Bolivie, où son équipe ne passe pas le premier tour, éliminée par le futur champion du monde, l'Uruguay.